# Ina Schukawa

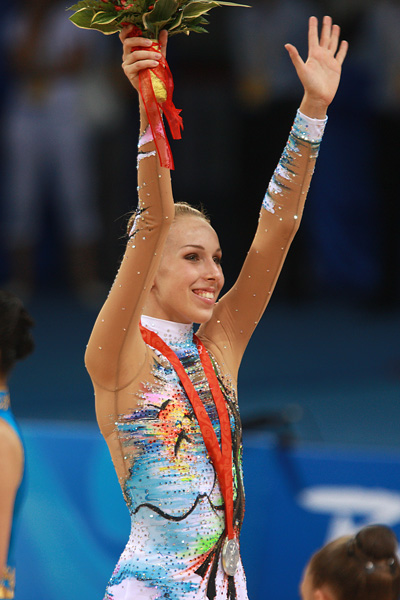
Ina Schukawa mit olympischer Silbermedaille (Peking 2008)

Ina Schukawa (belarussisch Іна Іванаўна Жукава, russisch И́нна Ива́новна Жу́кова, englische Transkription Inna Zhukova; geboren am 6. September 1986 in Krasnodar, Sowjetunion) ist eine belarussische rhythmische Sportgymnastin, die besonders die Teildisziplin Ball sehr gut beherrscht. Sie begann im Alter von vier Jahren mit der rhythmischen Sportgymnastik. Zunächst lebte und trainierte sie in Russland, wurde dann aber nach Belarus zum Training mit Coach Irina Leparskaja eingeladen.
Bei den Olympischen Sommerspielen 2004 in Athen wurde sie Siebte. Bei den Olympischen Spielen 2008 in Peking gewann sie hinter der Russin Jewgenija Kanajewa die Silbermedaille.